# Атинянката Таис
„Атинянката Таис“ (на руски: Таис Афинская) е исторически роман от руския писател Иван Ефремов, написан през 1972 г. Той разказва историята на известната хетера Таис, която е една от съвременниците и спътничките на Александър Велики в завладяването на ойкумена или познатия свят. Книгата съчетава живота на историческата и измислената Таис.

## Авторство и публикуване
Ефремов е историк и палеонтолог, който проявява дълбок интерес към Древна Гърция. Най-ранните корени на романа могат да бъдат открити в неговата повест от 1946 г. „Калироя“, където срещата между Калироя и Антенор е преработена в срещата между Таис и Птолемей. Планове за написване на роман, базиран на живота на Таис, са открити в бележките на Ефремов още през 1951 г. Творбите на Плутарх и Диодор оказват голямо влияние върху романа.
Романът е публикуван за първи път в цензуриран вид в списание „Молодая гвардия“ през 1972 г. Преиздаден е без цензура в края на 80-те години на XX век и след това е публикуван отново през 1992 г.

## Сюжет
Внимание:  Текстът по-долу разкрива сюжета на произведението (или части от него)!
Романът проследява реални събития като опожаряването на Персеполис от Таис и превръщането ѝ в египетска царица на Птолемей, но също така разсъждава върху любовна връзка с Александър и посвещението на Таис в някои от неясните религии на древния свят. В романа много младата (едва на 17 години) и вече известна атинска хетера Таис се среща с изгнания наследник на македонския трон и неговите приятели от детството Хефестион, Неарх и Птолемей. След това тя пътува до Спарта и Крит с македонците, посещава Египет и Месопотамия, където става посветена в храма на Астарта и в крайна сметка следва Александър до Персеполис, който тя моли да бъде подпален. След смъртта на Александър Таис се омъжва за Птолемей и става царица на Мемфис.

## На български
- Ефремов, Иван. Атинянката Таис.   София, Отечествен фронт, 1983. с. 352.